# Graphogaster parvipalpis
Graphogaster parvipalpis là một loài ruồi trong họ Tachinidae.